# Hà Phong
Hà Phong là một phường thuộc thành phố Hạ Long, tỉnh Quảng Ninh, Việt Nam.
Phường Hà Phong có diện tích 24,28 km², dân số năm 2022 là 13247 người,mật  độ dân số đạt 546 người/km2

## Khí hậu
| 1                                                     | 2       | 3        | 4         | 5         | 6         | 7         | 8         | 9         | 10        | 11       | 12      |
| 32 16 4                                               | 28 25 9 | 74 29 12 | 137 30 14 | 270 32 19 | 448 34 21 | 483 34 27 | 629 37 16 | 431 33 14 | 181 29 13 | 118 27 9 | 52 17 3 |
| Trung bình tối đa và tối thiểu. Nhiệt độ tính theo °C |         |          |           |           |           |           |           |           |           |          |         |
| Tổng lượng giáng thủy tính theo mm                    |         |          |           |           |           |           |           |           |           |          |         |
| Nguồn:                                                |         |          |           |           |           |           |           |           |           |          |         |

| Đổi ra hệ đo lường Anh                                | Đổi ra hệ đo lường Anh | Đổi ra hệ đo lường Anh | Đổi ra hệ đo lường Anh | Đổi ra hệ đo lường Anh | Đổi ra hệ đo lường Anh | Đổi ra hệ đo lường Anh | Đổi ra hệ đo lường Anh | Đổi ra hệ đo lường Anh | Đổi ra hệ đo lường Anh | Đổi ra hệ đo lường Anh | Đổi ra hệ đo lường Anh |
| ----------------------------------------------------- | ---------------------- | ---------------------- | ---------------------- | ---------------------- | ---------------------- | ---------------------- | ---------------------- | ---------------------- | ---------------------- | ---------------------- | ---------------------- |
| 1                                                     | 2                      | 3                      | 4                      | 5                      | 6                      | 7                      | 8                      | 9                      | 10                     | 11                     | 12                     |
| 1.3 61 39                                             | 1.1 77 48              | 2.9 84 54              | 5.4 86 57              | 11 90 66               | 18 93 70               | 19 93 81               | 25 99 61               | 17 91 57               | 7.1 84 55              | 4.6 81 48              | 2 63 37                |
| Trung bình tối đa và tối thiểu. Nhiệt độ tính theo °F |                        |                        |                        |                        |                        |                        |                        |                        |                        |                        |                        |
| Tổng lượng giáng thủy tính theo inch                  |                        |                        |                        |                        |                        |                        |                        |                        |                        |                        |                        |

| 1                                                     | 2       | 3        | 4         | 5         | 6         | 7         | 8         | 9         | 10        | 11       | 12      |
| 32 16 4                                               | 28 25 9 | 74 29 12 | 137 30 14 | 270 32 19 | 448 34 21 | 483 34 27 | 629 37 16 | 431 33 14 | 181 29 13 | 118 27 9 | 52 17 3 |
| Trung bình tối đa và tối thiểu. Nhiệt độ tính theo °C |         |          |           |           |           |           |           |           |           |          |         |
| Tổng lượng giáng thủy tính theo mm                    |         |          |           |           |           |           |           |           |           |          |         |
| Nguồn:                                                |         |          |           |           |           |           |           |           |           |          |         |

| Đổi ra hệ đo lường Anh                                | Đổi ra hệ đo lường Anh | Đổi ra hệ đo lường Anh | Đổi ra hệ đo lường Anh | Đổi ra hệ đo lường Anh | Đổi ra hệ đo lường Anh | Đổi ra hệ đo lường Anh | Đổi ra hệ đo lường Anh | Đổi ra hệ đo lường Anh | Đổi ra hệ đo lường Anh | Đổi ra hệ đo lường Anh | Đổi ra hệ đo lường Anh |
| ----------------------------------------------------- | ---------------------- | ---------------------- | ---------------------- | ---------------------- | ---------------------- | ---------------------- | ---------------------- | ---------------------- | ---------------------- | ---------------------- | ---------------------- |
| 1                                                     | 2                      | 3                      | 4                      | 5                      | 6                      | 7                      | 8                      | 9                      | 10                     | 11                     | 12                     |
| 1.3 61 39                                             | 1.1 77 48              | 2.9 84 54              | 5.4 86 57              | 11 90 66               | 18 93 70               | 19 93 81               | 25 99 61               | 17 91 57               | 7.1 84 55              | 4.6 81 48              | 2 63 37                |
| Trung bình tối đa và tối thiểu. Nhiệt độ tính theo °F |                        |                        |                        |                        |                        |                        |                        |                        |                        |                        |                        |
| Tổng lượng giáng thủy tính theo inch                  |                        |                        |                        |                        |                        |                        |                        |                        |                        |                        |                        |

| Dữ liệu khí hậu của Hà Phong            | Dữ liệu khí hậu của Hà Phong | Dữ liệu khí hậu của Hà Phong | Dữ liệu khí hậu của Hà Phong | Dữ liệu khí hậu của Hà Phong | Dữ liệu khí hậu của Hà Phong | Dữ liệu khí hậu của Hà Phong | Dữ liệu khí hậu của Hà Phong | Dữ liệu khí hậu của Hà Phong | Dữ liệu khí hậu của Hà Phong | Dữ liệu khí hậu của Hà Phong | Dữ liệu khí hậu của Hà Phong | Dữ liệu khí hậu của Hà Phong | Dữ liệu khí hậu của Hà Phong |
| Tháng                                   | 1                            | 2                            | 3                            | 4                            | 5                            | 6                            | 7                            | 8                            | 9                            | 10                           | 11                           | 12                           | Năm                          |
| --------------------------------------- | ---------------------------- | ---------------------------- | ---------------------------- | ---------------------------- | ---------------------------- | ---------------------------- | ---------------------------- | ---------------------------- | ---------------------------- | ---------------------------- | ---------------------------- | ---------------------------- | ---------------------------- |
| Cao kỉ lục °C (°F)                      | 31.4 (88.5)                  | 32.7 (90.9)                  | 33.5 (92.3)                  | 34.9 (94.8)                  | 37.3 (99.1)                  | 38.7 (101.7)                 | 40.6 (105.1)                 | 41.7 (107.1)                 | 39.6 (103.3)                 | 35.8 (96.4)                  | 33.7 (92.7)                  | 32.0 (89.6)                  | 41.7 (107.1)                 |
| Trung bình ngày tối đa °C (°F)          | 17.1 (62.8)                  | 18.1 (64.6)                  | 20.6 (69.1)                  | 26.8 (80.2)                  | 31.7 (89.1)                  | 33.2 (91.8)                  | 34.0 (93.2)                  | 32.0 (89.6)                  | 30.3 (86.5)                  | 27.9 (82.2)                  | 23.9 (75.0)                  | 18.4 (65.1)                  | 26.7 (80.1)                  |
| Trung bình ngày °C (°F)                 | 13.9 (57.0)                  | 15.7 (60.3)                  | 19.4 (66.9)                  | 23.9 (75.0)                  | 27.7 (81.9)                  | 28.4 (83.1)                  | 30.2 (86.4)                  | 28.1 (82.6)                  | 27.3 (81.1)                  | 24.7 (76.5)                  | 19.8 (67.6)                  | 14.2 (57.6)                  | 22.9 (73.2)                  |
| Tối thiểu trung bình ngày °C (°F)       | 9.7 (49.5)                   | 12.0 (53.6)                  | 16.1 (61.0)                  | 19.2 (66.6)                  | 24.9 (76.8)                  | 26.0 (78.8)                  | 27.1 (80.8)                  | 25.4 (77.7)                  | 24.0 (75.2)                  | 21.8 (71.2)                  | 14.3 (57.7)                  | 9.4 (48.9)                   | 19.0 (66.2)                  |
| Thấp kỉ lục °C (°F)                     | 4.0 (39.2)                   | 3.7 (38.7)                   | 6.0 (42.8)                   | 11.1 (52.0)                  | 16.8 (62.2)                  | 17.9 (64.2)                  | 20.9 (69.6)                  | 20.5 (68.9)                  | 16.6 (61.9)                  | 13.3 (55.9)                  | 8.2 (46.8)                   | 0.2 (32.4)                   | 0.2 (32.4)                   |
| Lượng Giáng thủy trung bình mm (inches) | 35.0 (1.38)                  | 29.1 (1.15)                  | 50.1 (1.97)                  | 92.6 (3.65)                  | 196.5 (7.74)                 | 312.1 (12.29)                | 414.9 (16.33)                | 504.8 (19.87)                | 346.7 (13.65)                | 156.3 (6.15)                 | 56.2 (2.21)                  | 22.4 (0.88)                  | 1.935,6 (76.20)              |
| Số ngày mưa trung bình                  | 8.4                          | 11.4                         | 14.8                         | 11.8                         | 12.0                         | 15.3                         | 16.7                         | 18.6                         | 13.7                         | 8.9                          | 6.0                          | 5.8                          | 143.3                        |
| Độ ẩm tương đối trung bình (%)          | 85.6                         | 86.0                         | 87.9                         | 83.1                         | 72.0                         | 40.6                         | 21.6                         | 77.0                         | 82.7                         | 79.0                         | 77.7                         | 77.2                         | 83.1                         |
| Số giờ nắng trung bình tháng            | 63.4                         | 46.7                         | 37.6                         | 81.8                         | 158.8                        | 153.5                        | 177.0                        | 161.2                        | 164.3                        | 165.0                        | 139.6                        | 99.1                         | 1.448                        |
| [ cần dẫn nguồn ]                       |                              |                              |                              |                              |                              |                              |                              |                              |                              |                              |                              |                              |                              |